# توه سوبی
توه سوبی (انگلیسی: Tove Søby؛ زادهٔ ۲۳ ژانویهٔ ۱۹۳۳) قایقران کانو اهل دانمارک است.